# Prima Categoria 1959-1960
La Prima Categoria 1959-1960 è stata la massima espressione a livello regionale e dilettantistico del campionato italiano di calcio in quell'annata, e il primo torneo con questo nome dopo la riforma voluta da Bruno Zauli nel 1958.
Rispetto alla vecchia Promozione, caratteristica di questa nuova competizione era la quasi totale deregolamentazione a livello regionale: uno vincolo imposto dalla FIGC era quello di proporre i diciotto campioni regionali all'analisi della Lega Semiprofessionisti per l'ammissione in Serie D, ogni altro aspetto essendo lasciato alla discrezionalità dei singoli comitati regionali. Seguendo i dettami economici lasciati in eredità da Zauli, la promozione non era più automatica: le candidate potevano essere respinte dalla lega di Firenze qualora fossero giudicate inadatte per risorse finanziarie, attrattività di pubblico o caratteristiche del campo da gioco.
Al termine dei campionati rimaneva in vigore una fase nazionale a puro carattere onorifico, destinata a laureare il campione italiano dei dilettanti, in un quadrangolare disputato a Rimini.

## Campionati
- Prima Categoria Abruzzi e Molise 1959-1960
- Prima Categoria Basilicata 1959-1960
- Prima Categoria Calabria 1959-1960
- Prima Categoria Campania 1959-1960
- Prima Categoria Emilia-Romagna 1959-1960
- Prima Categoria Friuli-Venezia Giulia 1959-1960
- Prima Categoria Lazio 1959-1960
- Prima Categoria Liguria 1959-1960
- Prima Categoria Lombardia 1959-1960
- Prima Categoria Marche 1959-1960
- Prima Categoria Piemonte-Valle d'Aosta 1959-1960
- Prima Categoria Puglia 1959-1960
- Prima Categoria Sardegna 1959-1960
- Prima Categoria Sicilia 1959-1960
- Prima Categoria Toscana 1959-1960
- Prima Categoria Tridentina 1959-1960
- Prima Categoria Umbria 1959-1960
- Prima Categoria Veneto 1959-1960

## Campionato Nazionale Dilettanti

### Raggruppamento del Nord

#### Ottavi di finale
- Ponziana-Sandonà 1922 4-2; 0-1
- Merano Sportiva - Aurora Desio 0-0; 1-2
- Finale Ligure - Chieri 7-5; 2-3
- Argentana - Pietrasanta 0-1; 0-3

#### Quarti di finale
- Aurora Desio - Ponziana 0-0; 1-4
- Pietrasanta - Finale Ligure 1-2; 1-5

### Raggruppamento del Sud

#### Turno eliminatorio
- Grifo - Ortona 0-0; 2-4
- Mazara - E. Morrone 2-1; 1-3

#### Ottavi di finale
- Calangianus - A.Be.Te. 2-1; 2-2 dopo i tempi supplementari
- Ortona - Falco 1-1; 1-2
- Scafatese - Libertas Invicta 4-0; 3-0
- Nota: E. Morrone passa al turno successivo per rinuncia della squadra pugliese dell'Andria.[2]

#### Quarti di finale
- Calangianus - Falco 4-1; 1-2
- E. Morrone - Scafatese 1-1; 0-5

### Quadrangolare di Rimini
Venne disputato a Rimini, il 14 luglio ed il 17 luglio.

#### Semifinali
- Scafatese - Calangianus 2-1 dopo i tempi supplementari
- Ponziana - Finale Ligure 3-1

#### Finalina 3º posto
- Finale Ligure - Calangianus 3-1

#### Finale
| Arbitro: | Degli Esposti (Bologna) |

|                                                                                          |            |                                                                                          |
| Lupoli 90’                                                                               | Marcatori  | 5’ Scarlato                                                                              |
| Cossutta Suard Bussani Pescatori Zamperlin Ruzzier Tauceri Farina Corolli Gregori Lupoli | Formazioni | Panza De Marco Salzano D'Angelo Carotenuto Scavina Gallo Vitale Acunzo Scarlato Imparato |

(Il Piccolo del 18 luglio 1960)
- La Ponziana viene dichiarata vincitrice per sorteggio e si laurea campione d'Italia di Prima Categoria[3].